# Emil Pagliarulo
Emil Pagliarulo ist ein US-amerikanischer Computerspielentwickler.

## Karriere
Vor seinem Einstieg in die Spielebranche arbeitete Pagliarulo als Grundschullehrer. Schließlich arbeitete er als Journalist für das US-amerikanische Spielemagazin Adrenaline Vault, bevor eine Stelle als Designer bei Looking Glass Studios erhielt, wo er an Dark Project 2: The Metal Age arbeitete und unter anderem den Level Life Of The Party entwarf.
Nach der Schließung von Looking Glass und einer Zwischenanstellung bei Ion Storm Austin wechselte er zu Bethesda Softworks. Für Bethesda arbeitete Pagliarulo neben einem Lizenzspiel zur Filmreihe Pirates of the Caribbean als Autor und Designer an der Elder-Scrolls-Serie. Seine ersten Beiträge leistete er für das Morrowind-Add-on Bloodmoon. Für The Elder Scrolls IV: Oblivion war Pagliarulo verantwortlich für die Questlinie der Dunklen Bruderschaft, einer der Hauptfraktionen des Spiels.
Für das postapokalyptische Rollenspiel Fallout 3 wurde Pagliarulo zum Lead Designer und Lead Writer ernannt, wodurch er maßgeblich für die inhaltliche Gestaltung des Titels zuständig war. Das Spiel wurde mehrfach ausgezeichnet und 2012 nach öffentlicher Abstimmung als Beispiel für die künstlerische Gestaltung von Abenteuerspielen der modernen Windows-Ära in der Kunstausstellung The Art of Video Games des Smithsonian American Art Museum präsentiert.

## Ludografie
- Dark Project: Der Meisterdieb (Gold) (1999, als Synchronsprecher)
- Dark Project 2: The Metal Age (2000)
- Fluch der Karibik (2003)
- The Elder Scrolls III: Bloodmoon (2003, Add-on)
- The Elder Scrolls IV: Oblivion (2006)
  - The Elder Scrolls IV: Knights of the Nine (2006, Add-on)
  - The Elder Scrolls IV: Shivering Isles (2007, Add-on, als Synchronsprecher)
- Fallout 3 (2008)
- Spider: The Secret of Bryce Manor (2009, als Tester)
- The Elder Scrolls V: Skyrim (2011)
- Fallout 4 (2015)
- Starfield (2023)

## Auszeichnungen und Nominierungen
- Game Critics Awards
  - Bestes Ausstellungsstück 2008 (für Fallout 3)
  - Bestes Rollenspiel 2008 (für Fallout 3)
- Game Developers Choice Awards
  - Spiel des Jahres 2009 (für Fallout 3)
  - Bestes Drehbuch 2009 (für Fallout 3)
- Writers Guild of America Award
  - Nominierung Best Video Gaming Writing 2009 (für Fallout 3)[6]

2009 zählte das US-amerikanische Branchenmagazin Gamasutra Pagliarulo zu den 20 bedeutendsten Computerspielautoren.